# Matthias Bank
Matthias Bank (* 1962) ist ein österreichischer Betriebswirtschaftler und seit 2013 Dekan der Fakultät für Betriebswirtschaft der Universität Innsbruck.

## Leben
Bank absolvierte von 1984 bis 1991 ein Studium der Betriebswirtschaftslehre an der Fachhochschule Gießen-Friedberg und der Universität Mannheim. Nach verschiedenen Tätigkeiten als wissenschaftlicher Assistent, Dozent und Assistenzprofessor erfolgte im Jahr 2001 die Habilitation im Fach Betriebswirtschaftslehre an der Universität Erlangen-Nürnberg und im selben Jahr die Berufung zum Universitätsprofessor der Universität Innsbruck. 
Von 2002 bis 2008 übte Bank eine Tätigkeit als Professor an der Freien Universität Bozen (Italien) aus. Von 2004 bis 2015 war er außerdem Professor an der Hochschule Liechtenstein. Von 2004 bis 2009 war er als Key Researcher am alpS – Zentrum für Naturgefahren Management GmbH in Innsbruck tätig. Von 2005 bis 2009 übte er das Amt des Studienleiters der Fakultät für Betriebswirtschaft aus. Mitglied des akademischen Senats der Universitat Innsbruck war er von 2005 bis 2013 und ist es seit 2020. Seit 2013 ist Matthias Bank Dekan der Fakultät für Betriebswirtschaft an der Universität Innsbruck. Seit 2019 ist er Vorsitzender des UniversitätsprofessorInnenverbands Innsbruck (UPVI). 

## Forschungsfelder
- Theory of Financial Intermediation
- Behavioral Finance
- Market Microstructure Theory/Liquidity in Asset Markets
- Capital Market Theory/Asset Pricing

## Veröffentlichungen (Auswahl)
- Beschränkte Haftung im zeitdiskreten Dividend Discount Model (DDM), in: Asset Management, ed. by R. Frick et al., Haupt Verlag, Bern Stuttgart Wien, 2012, S. 461–473
- Investor’s Compensation for Illiquidity: Evidence from the German Stock Market, joint work with G. Peter und M. Larch, in: International Journal of Economic Research, Vol. 9, No. 2, 2012, 341–368
- Strukturierte Kreditrisikomodelle als Basis für das Kreditrisikomanagement von Banken, in: Bankrisikomanagement, ed. by Everling, O. and Theodore, S. S., Gabler Verlag, Wiesbaden, p. 381–395
- Weitere Veröffentlichungen auf der Webseite der Universitat Innsbruck https://www.uibk.ac.at/ibf/team/bank.html.de